# Lucé, Orne

Lucé este o comună în departamentul Orne, Franța. În 1 ianuarie 2018 avea o populație de 76 de locuitori.